# Svart-Skissen
Svart-Skissen är en sjö i Avesta kommun i Dalarna och ingår i Dalälvens huvudavrinningsområde. Sjön har en area på 0,0663 kvadratkilometer och ligger 137 meter över havet.

## Delavrinningsområde
Svart-Skissen ingår i det delavrinningsområde (668768-154135) som SMHI kallar för Utloppet av Sinken. Medelhöjden är 138 meter över havet och ytan är 3,77 kvadratkilometer. Räknas de 2 avrinningsområdena uppströms in blir den ackumulerade arean 14,49 kvadratkilometer. Vattendraget som avvattnar avrinningsområdet har biflödesordning 3, vilket innebär att vattnet flödar genom totalt 3 vattendrag innan det når havet efter 107 kilometer. Avrinningsområdet består mestadels av skog (73 procent). Avrinningsområdet har 0,32 kvadratkilometer vattenytor vilket ger det en sjöprocent på 8,4 procent.